# リック吉村
リック 吉村（リック よしむら、1965年2月12日 - ）は、アメリカ合衆国の元プロボクサー。本名はフレデリック・ロバーツ（Frederick Roberts）。ニューヨーク州ニューヨーク市出身。第22代日本スーパーライト級王者。第43代・第46代日本ライト級王者。日本王座2階級制覇王者。第46代日本ライト級王者時には全階級を通じて最多となる22度の防衛に成功した。

## 来歴
12歳でボクシングを始める。
1983年11月10日、「格闘技の殿堂」マディソン・スクエア・ガーデンにてプロデビュー。アメリカでは2戦して2判定負けだった。
1985年に米国空軍に入隊し、同年に青森県三沢市の米軍三沢基地配属という形で来日。八戸帝拳ジムに入門し、1987年11月28日、日本デビュー（6回判定勝ち）。
1990年1月23日、日本スーパーライト級王者の山本義広に挑み、6回TKO勝ち。王座奪取に成功する。その後、2度の防衛に成功。
1991年3月9日、3度目の防衛戦でソ連（当時）出身のスラフ・ヤノフスキーと対戦し、10回判定負け。王座から陥落する。
1992年、東京の横田基地に転勤となったのに伴い、石川ジムに移籍。
1993年9月13日、日本ライト級王者の西沢誠に挑み、2回TKO勝ち。2階級制覇を達成する。しかし、12月13日の初防衛戦で坂本博之に9回TKO負け（デビュー以来初のKO負け）を喫し、王座陥落。坂本の左フックで右肩を骨折。再起まで1年10ヵ月を要する（試合後の手術時に右肩から骨の欠片が二十数個出てきたという）。
1995年1月7日、日本ライト級王者前田宏行と対戦し、10回判定勝ちを収め、王座復帰を果たす。
以降、世界挑戦準備のため2000年11月27日付で王座を返上するまでの5年10か月間、全階級を通じて最多記録となる日本チャンピオン22度の防衛に成功。だが、21度目の防衛戦（2000年2月21日）直後にフロリダ州・ハールバート・フィールド基地に転属が決まり、慣例により引退の危機に瀕するなど、決して順調なものではなかった（最終的には、日本王者最多防衛記録達成の功労者として例外が認められた）。
日本王座在位中、世界挑戦の話は度々あったものの、「輸入ボクサー」であるが故、有力なスポンサーが付かず実現までには至っていなかったが、2001年2月17日、待望の世界初挑戦を迎える。WBA世界ライト級王者畑山隆則に挑み、得意のアウトボクシングで王者を苦しめる。ところが、9回、ホールディングの反則を取られ、1点減点のペナルティを受ける。結局、試合は判定に委ねられ、結果は三者三様の引き分け。惜しくも世界王座奪取に失敗。仮に減点がなければ、2-1で王座奪取となっていた。
2002年2月、37歳に。本来はJBC規定（定年制ルール）により、引退することになっていたが、「元日本王者」「世界挑戦経験者」ということで、特別に現役続行が認められる。
2002年3月9日、OPBF東洋太平洋スーパーライト級王者佐竹政一に挑むが、12回判定に敗れ王座奪取ならず。
その後は一時引退状態となるも、2003年1月に再び横田基地に転属。これにより、国内活動に支障がなくなり、現役復帰。10月4日、元日本・OPBF東洋太平洋スーパーフェザー級王者長嶋健吾とノンタイトル戦を行うが、10回判定負け。結局、この試合を最後に正式に引退した。

## 人物
- 漫画「はじめの一歩」に登場するジェイソン尾妻のモデル。
- 引退から6年後の2008年、約20年勤務した米国空軍を退職。現在は横田基地の近くで「Rick Yoshimura's Ringside Fitness Gym」をオープンし、老若男女を問わず練習生を募集している[1]。